# Tomáš Garrigue Masaryk na československých poštovních známkách
Tomáš Garrigue Masaryk, označovaný T. G. M., TGM nebo prezident Osvoboditel (7. března 1850 Hodonín – 14. září 1937 Lány), byl československý státník, filozof, sociolog a pedagog, v letech 1918–1935 první prezident Československé republiky.
Jeho portrét byl za jeho života častým motivem poštovních známek, obvykle vycházely ku příležitosti prezidentových narozenin nebo k výročí státu. Vznikla tak tradice vydávat poštovní známky s portrétem prezidenta, která trvá až do současnosti. Jediným prezidentem bez vlastní známky byl protektorátní Emil Hácha.
V tomto seznamu jsou uvedeny všechny známky vydané a platné na území Československa a jeho nástupnických útvarů (Protektorát, Slovenský štát), zmíněny jsou i známky České republiky a jiných zemí (USA, Izrael).

## Prvorepublikové známky

### Známky k 70. narozeninám
První známky s TGM byly vydány u příležitosti jeho 70. narozenin 7. března 1920. Šlo o tři známky s portrétem od Maxe Švabinského, které vyryl E. Karel. Vytištěny byly knihtiskem.
Zpočátku byly v oběhu dvě známky – šedá (Pofis 141) v hodnotě 500 h a tmavě hnědá (Pofis 142) v hodnotě 1000 h, které vyšly v nákladu přibližně půl milionu. Od září byla v oběhu i šedomodrá známka (Pofis 140) v hodnotě 125 h, která vyšla v nákladu přes 17 milionů kusů. Všechny známky platily do konce ledna 1923. Vzácněji se vyskytují nezoubkované, oficiálně nevydané.
Šedomodrá známka byla v období od 15. prosince roku 1920 do 14. ledna 1921 prodávána s přítiskem – příplatkem 25 h ve prospěch červeného kříže (Pofis 172).
Známky v hodnotě 500 a 1000 h byly použity pro přítisk SO platný na plebiscitním území východního Slezska, Oravy a Spiše. V platnosti byly do 10. srpna 1920

### Známky k 5. výročí vzniku Československa
K 28. říjnu roku 1923 byly vydány známy s portrétem TGM opět od Maxe Švabinského. Známky jsou vytištěny ocelotiskem na papír s průsvitkou, v lepu s monogramem ČSP a mřížkováním. Známky byly prodávány se 100% příplatkem.
Zelená (Pofis 176) v hodnotě 50+50 h, červená (P 177) 100+100 h, modrá (P178) 200+200 h a hnědá (P179) 300+300 h.
Známky 50+200 h byly na jaře 1925 použity pro přítisk u příležitosti konání olympijského kongresu v Praze. (Pofis 180–182)
Všechny čtyři hodnoty pak v červnu 1926 pro přítisk u příležitosti VIII. všesokolského sletu. (Pofis 183–186)

### Známky z roku 1925
V březnu 1925 byly vydány nové známky se stejným portrétem, jaký byl u známek k výročí ČSR.
Známky ku příležitosti 75. narozenin byly tištěny hlubotiskem, v hodnotách oranžová 40 h (Pofis 187), zelená 50 h (P 188) a červená 60 h (P189).
Kromě těchto příležitostných vyšly i výplatní známky v hodnotách 1 Kč karmínočervená , 2 Kč modrá, 3 Kč hnědá a 5 Kč modrozelená – byly vytištěny ocelotiskem a podle drobných detailů v obrazu se dělí na 6 typů a mají katalogová čísla 190–203. Korunových známek vyšlo údajně až 1,4 bilionu Většina variant korunových známek byla v platnosti do března 1927, jedna varianta a ostatní hodnoty až do srpna 1928.

### Známky z let 1926–1927
U těchto známek byl mírně upraven obraz. Známky byly na papíře s průsvitkou, tištěné ocelotiskem. Zelená známka 50 h (P 204) se vyskytuje jak ve svitkové úpravě (pouze svislá perforace), tak v archové, červenofialová (P205) pak pouze archová.
V roce 1927 pak na papíře bez průsvitky vyšla lehce odlišná zelená (P 206), červenofialová (P 207) a nově i karmínovočevená 1 Kč (P 208)

### Známka k 10. výročí vzniku Československa
V říjnu 1928 bylo vydáno 9 známek s motivy různých míst v Československu a k nim jedna hnědá v hodnotě 3 Kč s portrétem TGM (P 241). Tuto ocelotiskem vydanou známku vyryl podle fotografie Karel Seizinger.

### Nový portrét v roce 1930
Nový portrét v rytině Karla Seizingera vyšel ocelotiskem v lednu 1930 v hodnotách 50 h zelená (P258), 60 h fialová (P259) a 1 Kč karmínovočervená (P260), ta i ve svitkové úpravě.

### Známky k 80. narozeninám
2 Kč šedozelená, 3 Kč červenohnědá, 5 Kč šedomodrá a 10 Kč černošedá. Pofis 261–264

### Známky k 85. narozeninám

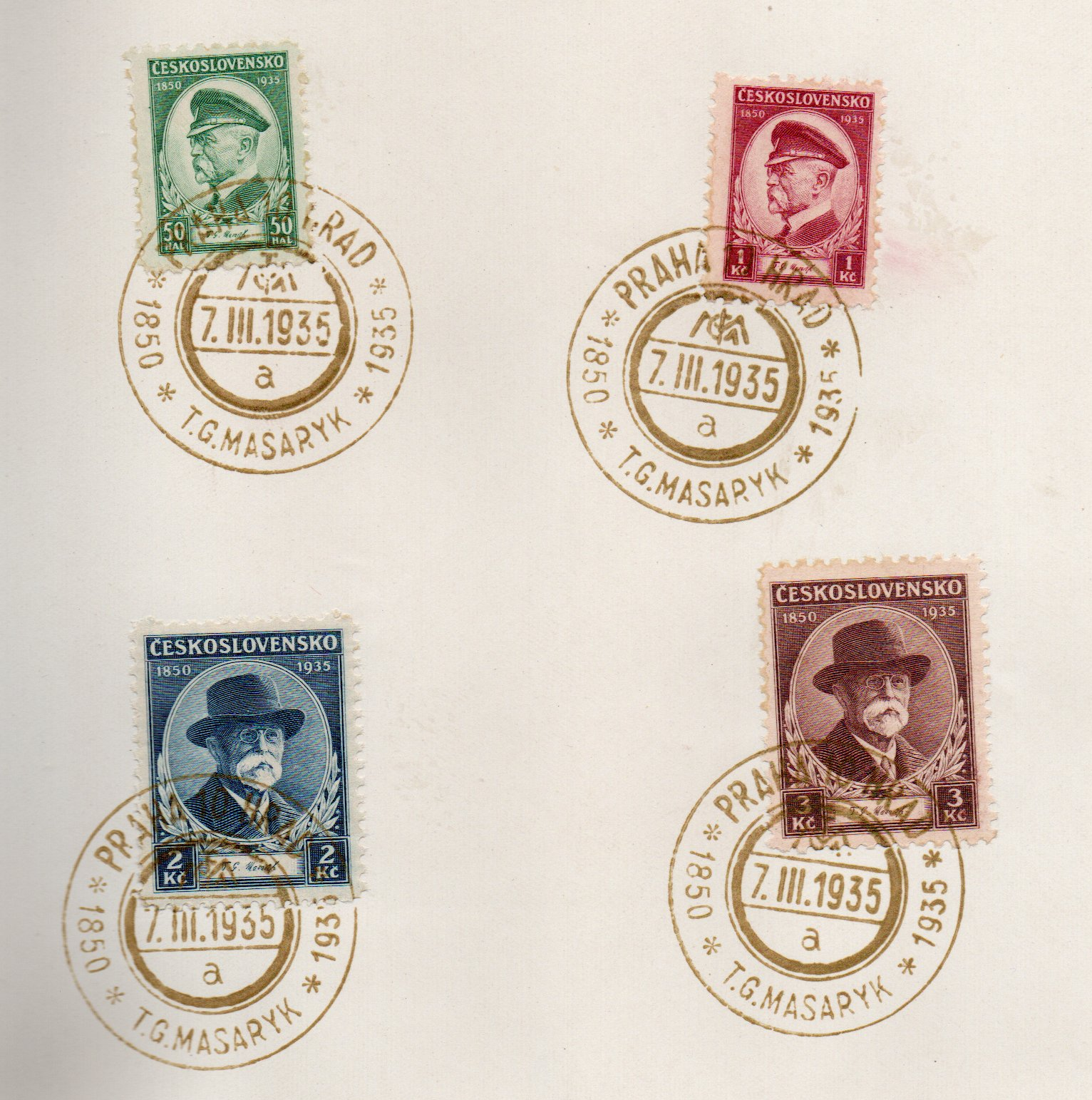
Známky k 85, narozeninám s příležitostným razítkem

U příležitosti 85. narozenin TGM vyšly v roce 1935 dva nové portréty ve 4 hodnotách od Bohumila Heinze. (Pofis 285–288)

### Známka z roku 1936
V roce 1936 vyšly známky s portréty J. A. Komenského, E. Beneše, M. R. Štefánika a TGM. Na této červené 1 Kč známce je TGM v čepici.

### Smuteční Masaryk
TGM zemřel 14. září 1937. 18. září vyšla známka 50 h černá s mírně upraveným motivem z roku 1930 a 20. září šedočerná 2 Kč známka s upraveným motivem z roku 1935 a kuponem.

### Dětem 1938

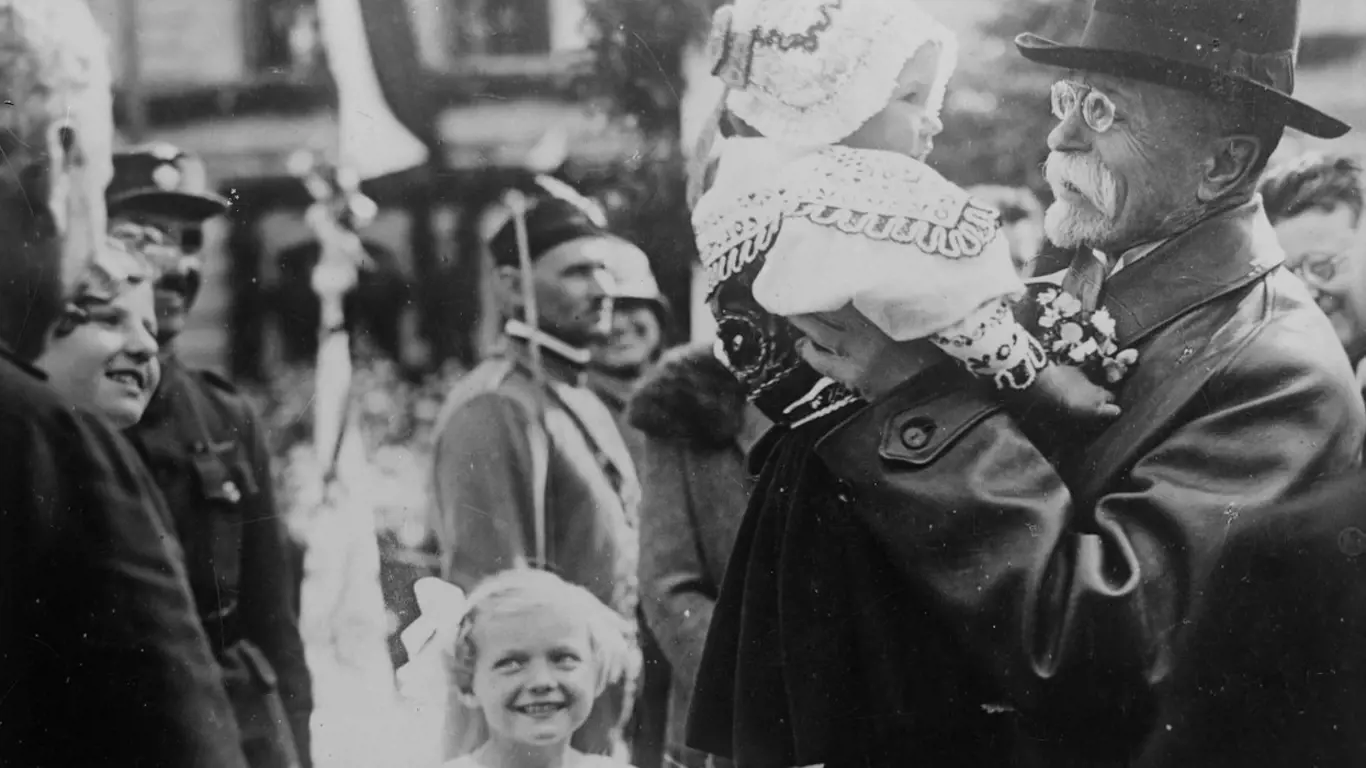
TGM s dítětem, fotografie z roku 1928, která byla předlohou pro známku

V roce 1938 vyšly u příležitosti nedožitých narozenin TGM známky s příplatkem ve prospěch dětí, na kterých je TGM s dítětem v náručí. Zelená známka 50h+50h, červená 1 Kč + 50 h a černý aršík 2 Kč + 3 Kč. Obě známky jsou s kuponem.

## Druhá republika
Po obsazení Československa v roce 1939 vyšla poslední předválečná československá známka s motivem TGM v čepici. Známka je téměř stejná jako ta z roku 1936, pouze je již upravený název země – Česko-Slovensko a měna (K místo Kč), známka platila pouze na území Čech a Moravy. Obě známky, opatřené přetiskem, poté krátce platily i na území protektorátu, známka 1Kč pak s přetiskem na území Slovenského štátu.

## Poválečná vydání

### Moskevské vydání
Jako čtvrtá série poválečných známek byla v Moskvě vytištěna šestice známek s portrétem TGM. Autorství známek není uváděno, ale portrét odpovídá známkám od B. Heinze. První tři známky byly uváděny do oběhu od června 1945, zbylé tři v březnu 1946. Hodnoty 5 h fialová, 10 h hnědožlutá, 20 h hnědá, 50 h zelená, 1 K červená a 2 K šedomodrá. Známky platily do konce roku 1948.

### Portrét 1945
Od 28. října 1945 do prosince vycházely portréty tří zakladatelů Československa v rytině J. Schmidta: TGM, Štefánika a Beneše. Série obsahovala 16 známek, na 6 z nich byl TGM. Zvláštností této série bylo vyznačení hodnoty - u haléřových známek je všude uvedeno h, u ostatních je střídavě uváděno K, Kčs a nebo nic.

### 10. výročí úmrtí
V září 1947, k 10. výročí úmrtí TGM vyšla dvojice známek od Karla Svolinského v rytině J. Schmidta. Známky 1,20 Kčs šedočerná a 4 Kčs šedomodrá byly na dlouhá léta poslední s Masarykovým portrétem. Známky platily do konce roku 1948.

### Po sametové revoluci
První známka s TGM po dlouhých letech a zároveň poslední s tímto motivem v době Československa vyšla v lednu 1990 v sérii výročí osobností. Vícebarevnou známku v hodnotě 50 h navrhl A. Brunovský a vyryl M. Ondráček.

## Česká republika
Za dobu existence České republiky vyšly minimálně tři známky s TGM – pofis 246 z roku 2000, pofis 1013 z roku 2018 a známka z roku 2000 připomínající Kfar Masaryk, která vyšla se stejným motivem zároveň i v Izraeli.
Mimo území Československa je ještě známa dvojice známek USA.

## Přehled známek
| číslo (Pofis)      | datum vydání       | Série                                    | Barva            | obrázek         | grafika       | rytí           | nominální hodnota | platnost do                                       | přibližný náklad (milionů) |
| ------------------ | ------------------ | ---------------------------------------- | ---------------- | --------------- | ------------- | -------------- | ----------------- | ------------------------------------------------- | -------------------------- |
| 140                | 23. září 1920      | 70. výročí narození T. G. Masaryka       | šedomodrá        |                 | Max Švabinský | E. Karel       | 125 h             | 31. ledna 1923                                    | 0,5                        |
| 141                | 7. března 1920     | 70. výročí narození T. G. Masaryka       | šedá             |                 | Max Švabinský | E. Karel       | 500 h             | 31. ledna 1923                                    | 0,525                      |
| 142                | 7. března 1920     | 70. výročí narození T. G. Masaryka       | tmavě hnědá      |                 | Max Švabinský | E. Karel       | 1000 h            | 31. ledna 1923                                    | 17,590                     |
| 172                | 15. prosince 1920  | S příplatkem ve prospěch Červeného kříže | šedomodrá        | 140 s přítiskem | Max Švabinský | E. Karel       | 125+25h           | 14. ledna 1921                                    | 0,650                      |
| 176                | 28. října 1923     | 5. výročí vzniku ČSR                     | zelená           |                 | Max Švabinský | –              | 50h+50h           | 29. února 1924                                    | 0,920                      |
| 177                | 28. října 1923     | 5. výročí vzniku ČSR                     | červená          |                 | Max Švabinský | –              | 100h+100h         | 29. února 1924                                    | 0,655                      |
| 178                | 28. října 1923     | 5. výročí vzniku ČSR                     | modrá            |                 | Max Švabinský | –              | 200h+200h         | 29. února 1924                                    | 0,160                      |
| 179                | 28. října 1923     | 5. výročí vzniku ČSR                     | hnědá            |                 | Max Švabinský | –              | 300h+300h         | 29. února 1924                                    | 0,140                      |
| 180                | 11. května 1925    | Olympijský kongres v Praze               | zelená           | 176 s přítiskem | Max Švabinský | –              | 50h+50h           | 30. června 1925                                   | 0,280                      |
| 181                | 11. května 1925    | Olympijský kongres v Praze               | červená          | 177 s přítiskem | Max Švabinský | –              | 100h+100h         | 30. června 1925                                   | 0,110                      |
| 182                | 11. května 1925    | Olympijský kongres v Praze               | modrá            | 178 s přítiskem | Max Švabinský | –              | 200h+200h         | 30. června 1925                                   | 0,050                      |
| 183                | 1. června 1926     | VIII. všesokolský slet                   | zelená           | 176 s přítiskem | Max Švabinský | –              | 50h+50h           | 31. července 1926                                 | 0,300                      |
| 184                | 1. června 1926     | VIII. všesokolský slet                   | červená          | 177 s přítiskem | Max Švabinský | –              | 100h+100h         | 31. července 1926                                 | 0,235                      |
| 185                | 1. června 1926     | VIII. všesokolský slet                   | modrá            | 178 s přítiskem | Max Švabinský | –              | 200h+200h         | 31. července 1926                                 | 0,090                      |
| 186                | 1. června 1926     | VIII. všesokolský slet                   | hnědá            |                 | Max Švabinský | –              | 300h+300h         | 31. července 1926                                 | 0,080                      |
| 187                | 7. března 1925     | Narozeniny TGM                           | oranžová         |                 | Max Švabinský |                | 40 h              | 15. srpna 1928                                    | 25,200                     |
| 188                | 7. března 1925     | Narozeniny TGM                           | zelená           |                 | Max Švabinský |                | 50 h              | 15. března 1937                                   | 224,530                    |
| 189                | 7. března 1925     | Narozeniny TGM                           | červenofialová   |                 | Max Švabinský |                | 60 h              | 15. března 1937                                   | 48,290                     |
| 190 (194, 197–203) | od dubna 1925      | Výplatní známky s TGM                    | karmínovočervená |                 | Max Švabinský | J. Goldschmied | 1 Kč              | 15. března 1927                                   | cca 450                    |
| 191 (195)          | od dubna 1925      | Výplatní známky s TGM                    | modrá            |                 | Max Švabinský | J. Goldschmied | 2 Kč              | 15. srpna 1928                                    | 78                         |
| 192 (196)          | od dubna 1925      | Výplatní známky s TGM                    | hnědá            |                 | Max Švabinský | J. Goldschmied | 3 Kč              | 15. srpna 1928                                    | 35,760                     |
| 193                | od dubna 1925      | Výplatní známky s TGM                    | modrozelená      |                 | Max Švabinský | J. Goldschmied | 5 Kč              | 15. srpna 1928                                    | 7,700                      |
| 204                | 20. července 1926  | T. G. Masaryk                            | zelená           |                 | Max Švabinský |                | 50 h              | 15. března 1937                                   | 176                        |
| 205                | 20. září 1926      | T. G. Masaryk                            | červenofialová   |                 | Max Švabinský |                | 60 h              | 15. března 1937                                   | 31,900                     |
| 206                | říjen 1927         | T. G. Masaryk                            | zelená           |                 | Max Švabinský |                | 50 h              | 15. března 1937                                   | 400,650                    |
| 207                | září 1927          | T. G. Masaryk                            | červenofialová   |                 | Max Švabinský |                | 60 h              | 15. března 1937                                   | 82,120                     |
| 208                | 1. října 1927      | T. G. Masaryk                            | karmínovočervená |                 | Max Švabinský |                | 1 Kč              | 15. března 1937                                   | 410,330                    |
| 241                | 22. října 1928     | 10. výročí vzniku ČSR                    | hnědá            |                 |               | K. Seizinger   | 3 Kč              | 10. května 1929                                   | 1,2                        |
| 258                | 2. ledna 1930      | TGM – nový portrét                       | zelená           |                 |               | K. Seizinger   | 50 h              | 15. března 1937                                   | 627,92                     |
| 259                | 2. ledna 1930      | TGM – nový portrét                       | fialová          |                 |               | K. Seizinger   | 60 h              | 15. března 1937                                   | 102,03                     |
| 260                | 2. ledna 1930      | TGM – nový portrét                       | karmínovočervená |                 |               | K. Seizinger   | 1 Kč              | 15. března 1937                                   | 893                        |
| 261                | 1. března 1930     | 80. narozeniny TGM                       | šedozelená       |                 |               | K. Seizinger   | 2 Kč              | 15. března 1932                                   | 3,46                       |
| 262                | 1. března 1930     | 80. narozeniny TGM                       | červenohnědá     |                 |               | K. Seizinger   | 3 Kč              | 15. března 1932                                   | 1,64                       |
| 263                | 1. března 1930     | 80. narozeniny TGM                       | šedomodrá        |                 |               | K. Seizinger   | 5 Kč              | 15. března 1932                                   | 0,6                        |
| 264                | 1. března 1930     | 80. narozeniny TGM                       | černošedá        |                 |               | K. Seizinger   | 10 Kč             | 15. března 1932                                   | 0,36                       |
| 285                | 1. března 1935     | 85. narozeniny TGM                       | zelená           |                 | B. Heinz      | B. Heinz       | 50 h              | 31. prosince 1935                                 | 20,67                      |
| 286                | 1. března 1935     | 85. narozeniny TGM                       | karmínovočervená |                 | B. Heinz      | B. Heinz       | 1 Kč              | 31. prosince 1935                                 | 20,17                      |
| 287                | 1. března 1935     | 85. narozeniny TGM                       | modrá            |                 | B. Heinz      | B. Heinz       | 2 Kč              | 31. prosince 1935                                 | 2,82                       |
| 288                | 1. března 1935     | 85. narozeniny TGM                       | hnědá            |                 | B. Heinz      | B. Heinz       | 3 Kč              | 31. prosince 1935                                 | 1,795                      |
| 303                | po 1935            | portréty                                 | červená          |                 |               | B. Heinz       | 1 Kč              | 15. prosince 1939                                 | 497                        |
| 324                | 18. září 1937      | Smuteční Masaryk                         | černá            |                 |               | K. Seiziger    | 50 h              | 15. prosince 1939                                 | 28                         |
| 325                | 20. září 1937      | Smuteční Masaryk                         | šedočerná        |                 |               | B. Heinz       | 2 Kč              | 15. prosince 1939                                 | 3,9                        |
| 333                | 7. března 1938     | Dětem                                    | zelená           |                 |               | B. Heinz       | 50h+50h           |                                                   | 1,6                        |
| 334                | 7. března 1938     | Dětem                                    | červená          |                 |               | B. Heinz       | 1Kč+50h           |                                                   | 1,4                        |
| 335                | 7. března 1938     | Dětem                                    | aršík            |                 |               | B. Heinz       | 2Kč+3Kč           |                                                   | 0,26                       |
| 352                | 23. dubna 1939     | TGM                                      | červená          |                 |               | B. Heinz       | 1 K               | pouze na území Čech a Moravy do 15. prosince 1939 | 34                         |
| BuM 9              |                    | Protektorátní známka (303 s přetiskem)   | červená          |                 |               | B. Heinz       |                   |                                                   |                            |
| BuM 10             |                    | Protektorátní známka (352 s přetiskem)   | červená          |                 |               | B. Heinz       |                   |                                                   |                            |
| SK 11              |                    | Slovenský štát (303 s přetiskem)         |                  |                 |               | B. Heinz       |                   |                                                   |                            |
| 381                | 5. března 1946     | Moskevské vydání                         | fialová          |                 | ?             | ?              | 5 h               | 31. prosince 1948                                 | 1,88                       |
| 382                | 5. března 1946     | Moskevské vydání                         | hnědožlutá       |                 | ?             | ?              | 10 h              | 31. prosince 1948                                 | 2                          |
| 383                | 5. března 1946     | Moskevské vydání                         | hnědá            |                 | ?             | ?              | 20 h              | 31. prosince 1948                                 | 2,03                       |
| 384                | červen 1945        | Moskevské vydání                         | zelená           |                 | ?             | ?              | 50 h              | 31. prosince 1948                                 | 4                          |
| 385                | červen 1945        | Moskevské vydání                         | červená          |                 | ?             | ?              | 1 K               | 31. prosince 1948                                 | 4,14                       |
| 386                | červen 1945        | Moskevské vydání                         | šedomodrá        |                 | ?             | ?              | 2 K               | 31. prosince 1948                                 | 2                          |
| 414                | 10. prosince 1945  | portréty                                 | hnědá            |                 | J. Schmidt    | J. Schmidt     | 50 h              | 31. října 1949                                    | 75                         |
| 418                | 28. října 1945     | portréty                                 | červená          |                 | J. Schmidt    | J. Schmidt     | 1,20 K            | 31. října 1949                                    | 113                        |
| 419                | 1945               | portréty                                 | červenofialová   |                 | J. Schmidt    | J. Schmidt     | 1,20              | 31. října 1949                                    | 236,6                      |
| 423                | 1945               | portréty                                 | modrá            |                 | J. Schmidt    | J. Schmidt     | 4 Kčs             | 31. října 1949                                    | 44,1                       |
| 424                | 15. listopadu 1945 | portréty                                 | šedozelená       |                 | J. Schmidt    | J. Schmidt     | 5 K               | 31. října 1949                                    | 71,8                       |
| 427                | 20. prosince 1945  | portréty                                 | červenofialová   |                 | J. Schmidt    | J. Schmidt     | 15 Kčs            | 31. října 1949                                    | 18                         |
| 458                | 14. září 1947      | 10. výročí úmrtí TGM                     | šedočerná        |                 | K. Svolinský  | J. Schmidt     | 1,20 Kčs          | 31. prosince 1948                                 | 2,5                        |
| 459                | 14. září 1947      | 10. výročí úmrtí TGM                     | šedomodrá        |                 | K. Svolinský  | J. Schmidt     | 4 Kčs             | 31. prosince 1948                                 | 2                          |
| 2922               | 9. ledna 1990      | výročí osobností                         | vícebarevná      |                 | A. Brunovský  | M. Ondráček    | 50 h              | 30. září 1993                                     | ?                          |